# Pac-Man
För andra betydelser, se Pac-Man (olika betydelser).
Pac-Man (パックマン Pakkuman?) är ursprungligen ett arkadspel skapat av Namcos programmerare Toru Iwatani 1980. Det är ett av världens mest berömda videospel, och har kallats ett av de första i survival horror-genren.
Pac-Man introducerades först i Japan den 22 maj 1980. Spelet blev genast en stor succé och togs snabbt upp av tillverkare i USA. Spelet blev snabbt ett fenomen inom spelindustrin. Spelet klassades inte som våldsamt, och ansågs passa pojkar och flickor lika bra.
Den 21 maj 2010 var det 30-årsjubileum för Pac-Man och Google firade det med att byta ut logotypen på startsidan mot ett Pac-Manspel, som faktiskt gick att spela.

## Spelupplägg

Huvudpersonen i spelet Pac-Man.

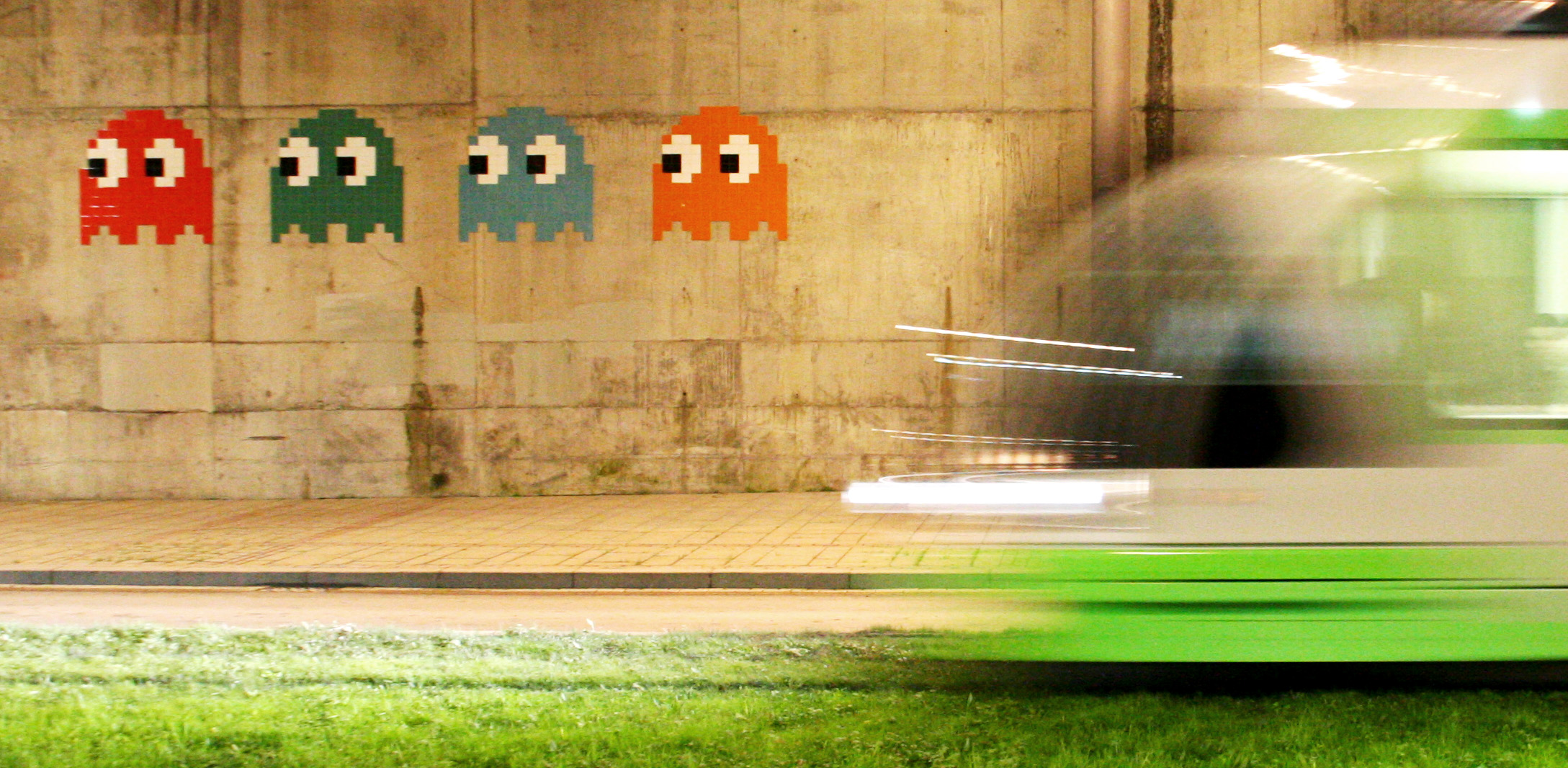
Pacmanspöken målade på en vägg.

Pac-Man är ett labyrintspel där spelaren styr titelkaraktären – en gul cirkel med mun – som äter piller och bonussaker, i form av olika slags frukter. Pillren finns utspridda över hela spelplanen och spelnivån är avklarad då alla piller är uppätna. Fyra spökliknande monster följer efter Pac-Man i labyrinten för att försöka äta upp honom. Monstren är alltid i färgerna rött, blått, rosa och orange, och heter Blinky, Inky, Pinky och Clyde.
På spelplanen finns det (generellt, även om detta kan skilja sig mellan olika versioner) också fyra större, pulserande piller. Om Pac-Man äter ett sådant blir monstren mörkblå och man kan äta dem, under begränsad tid. Innan monstren åter blir farliga och börjar jaga Pac-Man, blinkar de några gånger mellan den mörkblå färgen och sin ordinarie färg. Pac-Man är lite snabbare än monstren men den lilla extra farten försvinner när han äter, då är de lika snabba. När monstren blivit uppätna måste de ta sig till sitt bo för att bli normala igen. De utgör ingen fara under vägen från att de blivit uppätna till boet.
Värt att nämna är Pac-pix till Nintendo DS, där man ritar sina egna Pac-Manfigurer och bland annat kan ändra figurernas snabbhet genom att rita dem i olika storlekar.

## Svenska mästerskap i Pac-Man
Det första svenska mästerskapet i Pac-Man arrangerades av distributören Algavision, en division inom Alga. Det skedde på köpcentrumet Gallerian i Stockholm, september 1982. Tävlingen genomfördes i Pac-Man till Atari 2600. Finalen föregicks av kval tidigare i september i butiker i Stockholm, Göteborg, Malmö, Växjö, Örebro, Visby och Umeå. Vinnare i grupp 1 (under 25 år) blev Peter Israelsson och vinnare i grupp 2 (över 25 år) blev Johnny Meltzer.
2014 började SM i Pac-Man arrangeras åter, då på arkadversionen med stöd från det nordiska kontoret för Bandai Namco Partners. De två första åren skedde tävlingen på mässan Retro-Games i Stockholm. Från 2016 har Stockholms Spelmuseum arrangerat SM. Nicklas Barklund, den tvåfaldige vinnaren som tog hem mästerskapet 2015 och 2016, är även fyrfaldig svensk mästare i Pong.

### Vinnare
- 1982: Peter Israelsson (under 25 år), Johnny Meltzer (över 25 år)
- 2014: Tommy Eriksson[5]
- 2015: Nicklas Barklund[6]
- 2016: Nicklas Barklund[7]
- 2017: Magnus "Cleareyes"[8]
- 2019: Rikard Hjerpe[9]
- 2021: Simon Gärdenfors[10]